# Istituto di istruzione superiore Giuseppe Bonfantini
L'istituto di istruzione superiore "Giuseppe Bonfantini" è un istituto di istruzione secondaria di secondo grado presente nella provincia di Novara, distribuita con la sede principale in Vignale di Novara, il distaccamento nel comune di Romagnano Sesia (avviato a partire dall'anno scolastico 2004-05) e l'affiliato istituto "E. C. Cavallini" nel comune di Lesa.

## Storia

### La prima struttura
La fondazione dell'istituto Bonfantini avviene il 27 settembre 1952, per atto dell'amministrazione della Provincia di Novara allora guidata dal presidente Giuseppe Bonfantini.
Con l'anno scolastico 1952-53 vengono istituiti: 
- la prima classe (allora composta solo da sette allievi, fra cui il futuro sindaco di Novara e senatore Armando Riviera), seguita negli anni scolastici successivi dalle classi postume;
- un corso quinquennale di studi (ancora oggi in vigore), al termine dei quali i frequentanti conseguiranno, tramite un esame abilitativo, il titolo di perito agrario, tecnici esperti e competenti sull'ambiente naturale.

Con il primo anno scolastico, la prima aula provvisoria venne ricavata in una stanza di una cascina, la "Cascina Berta", sita in via Crimea a Novara, nel rione Cittadella; si trattò di una struttura temporanea, in quanto nel medesimo quartiere, a pochi metri dalla cascina, vi erano in corso i lavori di costruzione del nuovo istituto.
Durante l'anno scolastico 1956-57, avviene l'inaugurazione ufficiale del nuovo edificio in via Crimea che ospiterà l'istituto.
Il 1º ottobre 1959, l'istituto diventa statale e viene intitolato (provvisoriamente) al Presidente Giuseppe Bonfantini, deceduto il 22 maggio 1955.
Nell'anno scolastico 1959-60, viene progettato il primo Laboratorio di Scienze Naturali all'interno dell'istituto, provvisto di microscopi.
Il 10 maggio 1960, viene deliberata l'intitolazione dell'istituto alle Autorità superiori, assumendo così in definitiva il nome di Istituto Tecnico Agrario Statale "G. Bonfantini".
Nell'anno scolastico 1960-61, viene progettata la prima temporanea biblioteca in uno scantinato della struttura.

### Il trasferimento a Vignale
Col passare degli anni dall'istituzione, vi fu un sempre più grande aumento degli iscritti all'istituto Bonfantini, che a partire dagli anni settanta la popolazione scolastica passò da quasi 200 studenti fino a quasi 700 all'inizio degli anni ottanta.
Dopo una serie di trattative (partite fin dal 1970), scioperi studenteschi, manifestazioni ed assemblee al fine di trovare una struttura più capiente, con l'anno scolastico 1982-83 (esattamente dopo trent'anni dall'avviamento) l'istituto trova la sua nuova sede nel rione novarese di Vignale, lungo il corso Risorgimento (che collega il vicino comune di Caltignaga), presso un vecchio ospedale psichiatrico abbandonato a seguito dell'emanazione della Legge Basaglia.
Con lo spostamento in una zona più aperta della città, oltre alla biblioteca ed al laboratorio di scienze naturali (fitopatologia ed entomologia), l'istituto ha potuto così acquisire di:
- un'azienda agraria;
- un moderno laboratorio di chimica ed industrie agrarie;
- laboratorio di zootecnica;
- laboratorio di disegno tecnico, topografia e costruzioni rurali;
- laboratorio di meccanica agraria;
- laboratorio di agraria con esercitazioni pratiche;
- una palestra con strutture sportive.

Sempre nell'anno scolastico 1982-83, viene progettato e realizzato un Giardino botanico nella zona d'entrata dell'istituto con numerose piante (alcune delle quali provenienti dalla vecchia sede di via Crimea), che col passare degli anni si è sempre più esteso con l'importazione di varie specie da diversi siti mondiali.